# Martin Karl
Martin Karl (født 3. juni 1911 i Würzburg, død 1. marts 1942 i Volgograd oblast, Sovjetunionen) var en tysk roer og olympisk guldvinder.
Karl roede for den lokale klub, Würzburger RV, og han roede først otter, som han blev tysk mester i i 1933. Han skiftede derpå til firer uden styrmand og blev tysk mester i denne båd 1933-1934 og 1936, ligesom båden blev europamester i 1934, mens han i 1935 blev europamester i firer med styrmand.
Europamestrene fra 1934 var foruden Karl Rudolf Eckstein, Toni Rom og Wilhelm Menne, og de blev udtaget til OL 1936 i Berlin. Her vandt de deres indledende heat i ny olympisk rekordtid, og i finalen var schweizerne regnet som deres største konkurrenter, men den schweiziske besætning var udmattede, idet de også roede både firer med styrmand og otter ved legene, så kampen om guldet kom til at stå mellem Tyskland og Storbritannien. Briterne gav tyskerne en god kamp, men måtte nøjes med sølvet, næsten fem sekunder langsommere end tyskerne. Schweiz fik bronze.
Karl var under 2. verdenskrig soldat i den tyske Wehrmacht, og han blev dræbt på østfronten i 1942.

## OL-medaljer
- 1936:  Guld i firer uden styrmand